# Schleuse Hakenberg
Die Schleuse Hakenberg, früher auch als Hakenberger Schleuse bezeichnet, befindet sich am Kilometer 8,50 des Alten Rhins unweit der gleichnamigen Ortschaft Hakenberg, einem Ortsteil der Gemeinde Fehrbellin im Landkreis Ostprignitz-Ruppin in Brandenburg. Im südlichen Flussarm befindet sich ein Wehr. Schleuse und Wehr bilden die Staustufe Hakenberg der Fehrbelliner Wasserstraße.

## Beschreibung und technische Daten der Schleuse
Zur Zeit des Torfabbaus im Rhinluch hatte der Alte Rhin eine wichtige Funktion für den Transport des als Brennmaterial begehrten Torfs über die Fehrbelliner- und Ruppiner Wasserstraße nach Berlin. Da der Wasserspiegel des Rhinluchs mit 1,50 bis 1,80 Metern deutlich unter dem Wasserspiegel der Fehrbelliner- und Ruppiner Wasserstraße liegt, war der Bau einer Schleuse notwendig geworden. Die erste Schleuse Hakenberg entstand von 1852 bis 1857 im Zuge der Schiffbarmachung des Alten Rhins in einem nördlich gelegenen Schleusenkanal. Im südlichen Altarms des Alten Rhin befindet sich ein Wehr. Umfassende Rekonstruktionen der Schleuse Hakenberg erfolgten 1928/29 und 1996. Die Schleusenkammer erhielt bei ihrem letzten Umbau Stahlspundwände und massive Ober- und Unterhäupter aus Stahlbeton. Sie wird zum Oberwasser wie zum Unterwasser durch Stemmtore verschlossen. Die heutige Schleuse hat eine Nutzlänge von etwa 43 Metern zwischen den Tornischen, die Nutzbreite beträgt 6 Meter und die Fallhöhe bei Mittelwasser 150 Zentimeter. Pflege und Unterhalt der Schleuse unterliegen dem Wasser- und Bodenverband Rhin-/Havelluch, der Schleusenbetrieb wird von einem Schleusenwärter durchgeführt.
Aufgrund des mangelhaften baulichen Zustandes und als Maßnahme im Zuge der Hochwassersicherheit wurde die Schleuse Hakenberg von August 2021 bis März 2023 saniert.

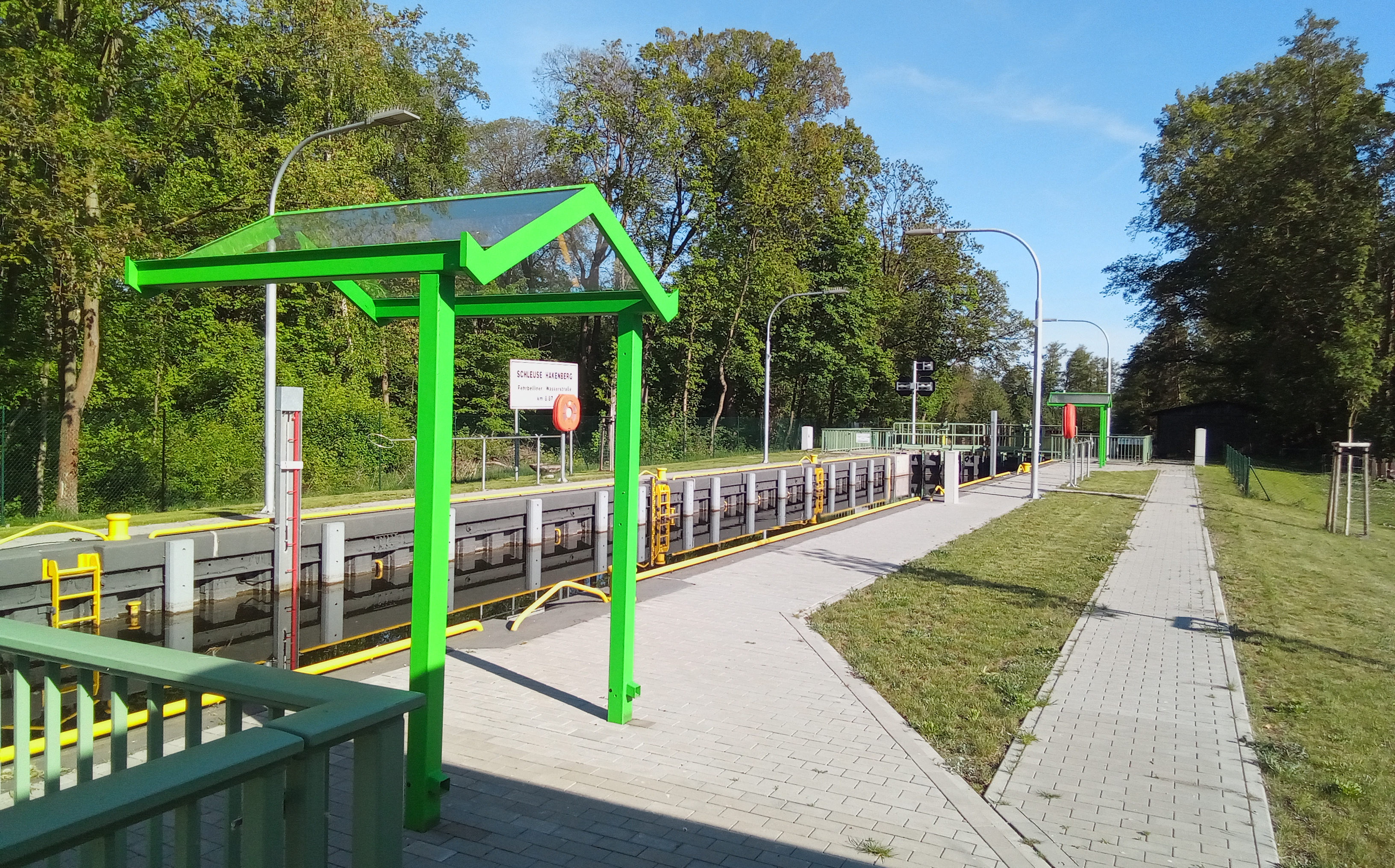
NSG Oberes Rhinluch, Brandenburg, Schleuse Hakenberg

Unmittelbar an der Schleuse Hakenberg auf einer Schleuseninsel befindet sich der Stützpunkt Hakenberg des Wasser- und Bodenverbandes Rhin-/Havelluch. Dieser dient zur Unterhaltung und Bewirtschaftung der Gewässer 1. Ordnung und deren Anlagen im Auftragsbereich. Dazu zählen neben der Fehrbelliner- auch die Ruppiner Wasserstraße (von unterhalb der Schleuse Altfriesack bis zur Einmündung in den Oranienburger Kanal), der Amtmannkanal (bei Linum) und die nicht schiffbaren Gewässer Wustrauer Mühlenrhin und Rhinkanal (von Fehrbellin bis zum Wehr III nahe Friesack). Ferner betreibt und unterhält der Verband für das Land Brandenburg die Tiergartenschleuse und die Schleuse Hohenbruch. Zur Gewässerunterhaltung der Gewässer 1. Ordnung ist der Stützpunkt in Hakenberg mit Baggern und Schiffstechnik ausgestattet. Die kanalisierten Landeswasserstraßen mit ihren Kanalseitendämmen können fast ausschließlich nur wasserseitig unterhalten werden. Hier erfolgt die Instandsetzung und Reparatur des Uferverbaus, das Freibaggern der Gewässersohlen, die Sohlen- bzw. Profilkrautung, die Gehölzpflege, der Lichtraumschnitt für die Schifffahrt und das Beseitigen von Hindernissen.

## Fehrbelliner Wasserstraße
Die Fehrbelliner Wasserstraße ist eine Landeswasserstraße. Benannt als Alter Rhin beginnt sie am Bützrhin und verläuft zunächst als gewundener Fluss bis zur Schleuse Hakenberg. An der Schleuse erfährt sie eine Absenkung um etwa 1,50 m. Im südlichen Seitenarm befindet sich ein Wehr mit naturnahem Bachüberlauf. Westlich der Schleuse münden zunächst der Fehrbelliner Kanal und dann der Wustrauer Rhin in den Alten Rhin. Der Wustrauer Rhin ist ein künstlicher Kanal. Er beginnt direkt am Ruppiner See. Nach 17,5 km endet die Fehrbelliner Wasserstraße in Fehrbellin. Ab Fehrbellin fließt das Rhinwasser überwiegend durch den Rhinkanal nach Rhinow. Die Fehrbelliner Wasserstraße war schon seit früher Zeit im Zuge des Rhins zur Havel hin flößbar.

## Karten
- Folke Stender: Redaktion Sportschifffahrtskarten Binnen 2. Nautische Veröffentlichung Verlagsgesellschaft, ISBN 3-926376-10-4.